# لوريندا تشيري
لوريندا تشيري (بالإنجليزية: Lorinda Cherry)‏ هي مبرمجة حاسوب. انضمت لمختبرات بيل في عام 1972 بوصفها مبرمجة لغة التجميع، وفي عام 1969 حصلت على درجة الماجستير في علوم الحاسب الآلي من معهد ستيفنز للتكنولوجيا. وقد عملت على أدوات رياضية مثل bc (وهي أداة لأداء العمليات الحسابية بشكل تفاعلي)، كما شاركت في وضع بعض المعادلات الرياضية مع بريان كيرنيغان.
وشملت أعمالها غير الرياضية عمل قاموس المدقق الإملائي يونيكس ومحرر مختبرات بيل (Workbench (wwb كما أنها قامت بتشفير المدقق الإملائي للكلمات غير المستندة للقاموس، وذات الخطأ المطبعي، وذات تصور موريس بوب.
كما كان سباق السيارات من أبرز هواياتها.